# Xyris madagascariensis
Xyris madagascariensis är en gräsväxtart som beskrevs av Gustaf Oskar Andersson Malme. Xyris madagascariensis ingår i släktet Xyris och familjen Xyridaceae. Inga underarter finns listade i Catalogue of Life.